# What's Luv?
„What's Luv?” este un cântec al interpretului de muzică rap Fat Joe, realizat în colaborare cu Ashanti și Ja Rule. Discul single a fost lansat în februarie 2002 și a atins poziția cu numărul 2 în Billboard Hot 100.

## Informații generale
Discul single a fost lansat pe data de 5 februarie 2002 în Statele Unite ale Americii. Cântecul a obținut locul 2 în Billboard Hot 100 și locul 3 în Billboard Hot R&B/Hip-Hop Songs. De asemenea, melodia s-a poziționat în top 10 în clasamentele unor țări precum: Australia, Elveția, Noua Zeelandă, Olanda sau Regatul Unit.
„What's Luv?” a devenit primul single de top 10 al lui Fat Joe și cel de-al doilea al interpretei Ashanti. Cântecul s-a clasat pe locul secund în Billboard Hot 100, aflându-se în urma discului de debut al lui Ashanti, „Foolish”. Datorită acestui fapt, artista a devenit prima femeie din lume ce a reușit să ocupe primele două locuri ale clasamentului american.

## Clasamente
| Clasament                       | Poziția maximă | Referință |
| ------------------------------- | -------------- | --------- |
| Australian Singles Chart        | 4              | [ 4 ]     |
| Austrian Singles Chart          | 33             | [ 4 ]     |
| Belgian Singles Chart (Flandra) | 23             | [ 4 ]     |
| Belgian Singles Chart (Valonia) | 16             | [ 4 ]     |
| Canadian Singles Chart          | 12             | [ 7 ]     |
| Denmark Singles Chart           | 16             | [ 4 ]     |
| Dutch Singles Chart             | 7              | [ 4 ]     |
| France Singles Chart            | 27             | [ 4 ]     |
| Ireland Singles Chart           | 17             | [ 8 ]     |
| Norway Singles Chart            | 14             | [ 4 ]     |
| New Zeeland Singles Chart       | 5              | [ 4 ]     |
| Sweden Singles Chart            | 45             | [ 4 ]     |
| Swiss Singles Chart             | 36             | [ 4 ]     |
| UK Singles Chart                | 4              | [ 5 ]     |
| U.S. Billboard Hot 100          | 4              | [ 7 ]     |
| U.S. Billboard Hot R&B Songs    | 3              | [ 7 ]     |

## Datele lansărilor
| Țara                       | Data             | Format      | Referință |
| -------------------------- | ---------------- | ----------- | --------- |
| Statele Unite ale Americii | 5 februarie 2002 | disc single | [ 1 ]     |
| Australia                  | 12 mai 2002      | disc single | [ 2 ]     |